# انتخابات ریاست‌جمهوری ایرلند (۲۰۲۵)
انتخابات ریاست‌جمهوری ایرلند (۲۰۲۵) باید تا روز دوشنبه ۲۷ اکتبر ۲۰۲۵ برگزار شود. رئیس‌جمهور فعلی، مایکل دی. هیگینز، مدت زمان محدودی دارد و حداکثر دو دوره‌ای که طبق قانون اساسی ایرلند مجاز است، خدمت کرده است. او در سال ۲۰۱۱ با حمایت حزب کارگر و در انتخابات ریاست‌جمهوری ایرلند (۲۰۱۸) به عنوان یک سیاستمدار مستقل انتخاب شد.

## رویه
برای شرکت در انتخابات ریاست‌جمهوری ایرلند، نامزدها باید:
- شهروند ایرلند باشید
- حداقل ۳۵سال سن داشته باشد
- نامزد شدن توسط:
  - حداقل بیست نفر از ۲۳۴ عضو در حال خدمت در پارلمان، یا
  - حداقل چهار نفر از ۳۱ عضو شورای شهر یا شهرستان، یا
  - خود، در سمت رئیس‌جمهور سابق یا بازنشسته‌ای باشد که یک دوره ۷ ساله خدمت کرده است.

## گمانه‌زنی نامزدها

### فین گائل
- شان کلی، نماینده پارلمان اروپا برای جنوب[۲]

### فیانا فایل
- برتی اهرن، تائوئیس سابق[۳]

### شین فین
- جان فینوکان، عضو پارلمان بلفاست شمالی[۴][۵]
- مری لو مک دونالد، رئیس شین فین

### سوسیال دموکرات‌ها
- روزلین شورتال نماینده سابق برای شمال غرب دوبلین[۶]

- هالی کرنز، رهبر سوسیال دموکرات‌ها[۷]

### مستقل
- فرانسیس بلک، سناتور، فعال و خواننده

- کاترین کانولی، نماینده مجلس از وست گالاوی

- لوک مینگ فلانگان، نماینده پارلمان میدلندز-نورث وست

- آلیس-مری هیگینز، سناتور، دختر رئیس جمهور ایرلند «مایکل دی هیگینز»

- کانر مک گرگور، رزمی کار حرفه‌ای و بوکسور

- کولم اوگرمن، فعال و سناتور سابق

- فینتال اوتول، روزنامه‌نگار و نویسنده

- تامی تیرنان، کمدین و مجری برنامه چت

### نامزدهای رد شده
فین گائل
- اندا کنی، نماینده سابق

شین فین
- جری آدامز، رئیس سابق شین فین

حزب سبز
- ایمون رایان، رهبر سابق حزب سبز